# كأس بلجيكا 2011–12
كأس بلجيكا 2011–12 (بالفرنسية: Coupe de Belgique de football 2011-2012)‏ هو الموسم 57 من كأس بلجيكا. أقيم خلال الفترة 30 يوليو 2011 وحتى 24 مارس 2012، وأشرف على تنظيمه الاتحاد الملكي البلجيكي لكرة القدم، وكان عدد الأندية المشاركة فيه 293، وفاز فيه نادي لوكيرين.